# Beyköy, Şarkikaraağaç
Beyköy là một xã thuộc huyện Şarkikaraağaç, tỉnh Isparta, Thổ Nhĩ Kỳ. Dân số thời điểm năm 2011 là 610 người.